# Assassin's Creed Mirage
Assassin's Creed Mirage è un videogioco di azione e avventura sviluppato da Ubisoft Bordeaux e pubblicato da Ubisoft. È il tredicesimo capitolo principale della serie Assassin's Creed e il successore di Assassin's Creed Valhalla uscito nel 2020: inizialmente concepito come una grande espansione di quest'ultimo, è in seguito stato trasformato in un'avventura a sé stante. 
Ambientato principalmente nella Bagdad del IX secolo durante l'epoca d'oro islamica, la storia antecede le avventure di Basim Ibn Ishaq (il personaggio era già stato introdotto in Valhalla) e la sua transizione da ladro di strada a membro a pieno titolo della Confraternita degli Assassini, che lottano per la pace e la libertà, contro l'Ordine dei Templari, che desidera la pace attraverso il controllo. Questo capitolo è stato descritto come un ritorno alle origini della serie, con una maggiore attenzione alla narrazione lineare e al gameplay stealth rispetto ai capitoli più recenti, che si concentravano principalmente sugli elementi di gioco di ruolo e open world.
Mirage è disponibile per Microsoft Windows, PlayStation 4, PlayStation 5, Xbox One, Xbox Series X/S e Amazon Luna dal 5 ottobre 2023 mentre una versione per iOS è uscita il 6 giugno 2024.

## Trama
Dopo gli avvenimenti del finale di Valhalla, gli Assassini utilizzano un campione di sangue di Basim Ibn Ishaq per ricostruire il suo passato nella Bagdad del IX secolo.
Undici anni prima del suo viaggio in Inghilterra, Basim è un ladruncolo di strada che vive ad Anbar, alle porte della capitale abbaside insieme alla sua amica Nehal. Per tutta la sua vita Basim è stato perseguitato da un incubo nel quale si vede aggredire da un mostruoso Jinn: convinto che loro abbiano la conoscenza necessaria per capire di cosa si tratta, Basim vorrebbe entrare a far parte dell'Ordine degli Occulti, ma viene sempre osteggiato da Roshan bint-La'Ahad, la Maestra Assassina di Anbar. Sperando di ottenere il suo favore, Basim si introduce insieme a Nehal nel palazzo del califfo per rubare uno scrigno che appartiene all'Ordine degli Antichi, nemici degli Occulti; al suo interno i due rinvengono un artefatto che, appena toccato da Basim, sprigiona un messaggio olografico degli Isu, che tramortisce l'uomo. I due vengono sorpresi dal califfo al-Mutawakkil, e Nehal è costretta a uccidere l'uomo per poter fuggire; in risposta all'omicidio del califfo, le guardie massacrano tutti i ladri di Anbar, inclusi gli amici e la famiglia di Basim.
Ancora determinato a unirsi agli Occulti, Basim si separa da Nehal e raggiunge Roshan, che lo conduce nella fortezza di Alamūt. Dopo averlo addestrato a lungo, la donna gli concede di essere iniziato all'Ordine degli Occulti. Poco dopo Rayhan, il mentore di Bagdad, scopre che gli Antichi si stanno rapidamente impadronendo della città, e chiama un gruppo di Occulti a indagare; Basim vi si unisce, seguito da Roshan.
Nel corso delle sue investigazioni, Basim scopre che cinque Antichi hanno raggiunto i massimi livelli di potere del Califfato, e si sono messi alla ricerca di altri artefatti Isu. Basim li assassina uno per uno, scoprendo via via le loro identità e i loro piani. Nel frattempo Basim si riunisce a Nehal, che lo spinge a infrangere le regole degli Occulti per indagare sui veri scopi dell'Ordine, che sembrano in qualche modo riguardare entrambi.
Dopo aver ucciso tutti gli Antichi, Basim scopre l'identità del loro capo, la concubina favorita di al-Mutawakkil, Qabiha, e si reca a ucciderla; la donna gli rivela che le risposte di cui è alla ricerca si trovano in un tempio Isu localizzato sotto Alamut. La donna si offre di rivelargli tutti i segreti se lui la lascerà in vita, ma viene uccisa da Roshan, che gli vieta di portare avanti la sua indagine, avvertendolo che lo ucciderà personalmente se continuerà. Basim allora lascia gli Occulti e si riunisce a Nehal: i due viaggiano in incognito verso Alamūt, ma trovano la fortezza assediata dall'esercito degli Antichi. Basim salva i suoi compagni e li spinge a combattere mentre lui si infiltra nel tempio; qui è costretto a battersi contro Roshan, che gli rivela di aver sempre saputo della sua vera natura e di aver cercato continuamente di impedirgli l'accesso al tempio, timorosa di cosa avrebbe potuto risvegliare. Basim la sconfigge, ma decide di lasciarla in vita.
Basim entra nel tempio Isu insieme a Nehal: al suo interno trova altri artefatti come quello che aveva rubato al califfo, attraverso i quali scopre che il tempio era in realtà la prigione in cui gli Isu avevano rinchiuso il dio Loki prima della sua fuga (narrata in Valhalla). Basim si rende conto che Nehal non è mai stata una persona reale, ma come il Jinn che vedeva nei suoi sogni era una proiezione dei ricordi della sua vita precedente, poiché lui è la reincarnazione di Loki. Basim decide allora di accettare la sua doppia identità, fondendosi con Nehal per riavere i ricordi della sua vita passata.
Per aver salvato le loro vite, Basim viene riammesso negli Occulti: per protesta, Roshan lascia la confraternita. Ora pienamente consapevole della sua vita passata come Loki, Basim decide di rintracciare i responsabili della sua prigionia per potersi vendicare.

## Modalità di gioco
Mirage è un gioco stealth di azione e avventura pensato per ricordare i vecchi titoli della serie, essendo più lineare e incentrato sulla trama e riducendo il numero di elementi da videogioco di ruolo presenti nelle puntate più recenti.
Il gioco è ambientato principalmente a Bagdad, divisa in quattro distretti, che comprendono la Città Rotonda, Karkh, Abassiyah con la Casa della Sapienza e Harbiyah ma include anche Alamūt, il quartier generale della fortezza degli Occulti. Parkour, combattimento ravvicinato e furtività sono elementi fondamentali del gameplay. Mirage segna anche il ritorno delle missioni di assassinio "Black Box" di Assassin's Creed: Unity e Assassin's Creed: Syndicate, in cui i giocatori devono esplorare l'ambiente per trovare modi diversi per raggiungere ed eliminare i loro obiettivi.
In modo analogo ai precedenti protagonisti assassini, Basim ha un ampio arsenale di armi e strumenti a sua disposizione, inclusa la caratteristica Lama Celata, bombe fumogene, pugnali da lancio e dardi avvelenati. Armi e strumenti possono essere potenziati tramite un albero delle abilità che permette di applicare loro effetti differenti. Basim ha inoltre accesso alla Visione dell'Aquila e a un compagno volatile nella forma di Enkidu (chiamato come il personaggio dell'Epopea di Gilgameš), un'aquila imperiale orientale che può essere utilizzata per esplorare le aree adiacenti. Diversamente dai precedenti capitoli di Assassin's Creed che presentavano un compagno alato, gli arcieri nemici possono individuare e colpire Enkidu.
Alcune delle nuove funzionalità del gioco includono l'abilità concentrazione dell'assassino che può essere impiegata durante il combattimento, assassinii concatenati (permettono a Basim di sconfiggere più nemici furtivamente in rapida successione) e aste che possono essere usate per attraversare ampi spazi nell'ambiente.

## Sviluppo
Mirage è stato descritto come un titolo di Assassin's Creed più piccolo e la durata del gioco sarebbe circa 15-20 ore, simile ai vecchi giochi del franchise. È stato progettato per celebrare il 15º anniversario della serie, in cui il team ha utilizzato la tecnologia creata per Valhalla per creare un gioco che rende omaggio al primo Assassin's Creed.
Prima del suo annuncio a Ubisoft Forward il 10 settembre 2022, i dettagli su Mirage sono trapelati, con il nome in codice Rift, quando è stato rivelato che il gioco era iniziato come un pacchetto di espansione per Valhalla prima di essere trasformato in una versione autonoma.
Il 14 agosto 2023 Ubisoft ha annunciato che il gioco era pronto per la pubblicazione.

## Distribuzione
L'uscita di Mirage era prevista per il 12 ottobre 2023 per Microsoft Windows, PlayStation 4, PlayStation 5, Xbox One, Xbox Series X/S e Amazon Luna, prima di essere anticipata al 5 ottobre. Poco dopo l'annuncio del gioco, è stato segnalato che il titolo aveva una valutazione per soli adulti dalla Entertainment Software Rating Board, che avrebbe limitato il numero di punti vendita in cui poteva essere distribuito negli Stati Uniti, a seguito di un elenco su Xbox Store una settimana. prima della rivelazione del gioco, con uno dei motivi per contenere il "gioco d'azzardo reale". Ubisoft ha rapidamente smentito la notizia, affermando che il gioco non era stato ancora valutato e "nessun vero gioco d'azzardo o lootbox sarà presente nel gioco".

## Accoglienza
| Testata                               | Versione | Giudizio |
| ------------------------------------- | -------- | -------- |
| Metacritic (media al 18 ottobre 2023) | PC       | 76/100   |
| Metacritic (media al 18 ottobre 2023) | PS5      | 77/100   |
| Metacritic (media al 18 ottobre 2023) | XSX      | 78/100   |
| Destructoid                           | PS5      | 7.5/10   |
| Eurogamer                             | XSX      | 8/10     |
| Everyeye.it (ITA)                     | PS5      | 7.5/10   |
| Game Informer                         | PS5      | 8/10     |
| GamesRadar+                           | PS5      | [ 17 ]   |
| GameSpot                              | XSX      | 6/10     |
| IGN                                   | PS5      | 8/10     |
| Jeuxvideo.com (FRA)                   | PS5      | 17/20    |
| Multiplayer.it (ITA)                  | PS5      | 7.5/10   |
| PCGamesN                              | PC       | 8/10     |
| PC Gamer                              | PC       | 77/100   |

Secondo l'aggregatore di recensioni Metacritic, Assassin's Creed Mirage ha ricevuto recensioni "generalmente favorevoli".

### Riconoscimenti
- 2024 – British Academy Video Games Awards[24]
  - Candidatura alla miglior colonna sonora

## Sequel
Il 16 maggio 2024 Ubisoft ha svelato il sequel di Mirage, Assassin's Creed Shadows disponibile per Microsoft Windows, Mac OS, PlayStation 5, Xbox Series X/S e Amazon Luna dal 20 marzo 2025.